# Госсов, Ангела
Ангела Натали Госсов (нем. Angela Nathalie Gossow, родилась 5 ноября 1974, Кёльн, Германия) — немецкая певица, одна из самых известных дэт-метал-вокалисток из Германии. До 17 марта 2014 года являлась вокалисткой в шведской дэт-метал группе Arch Enemy, ныне занимается её коммерческим продвижением и менеджментом. Ранее участвовала в группах Asmodina и Mistress. Является одной из немногих успешных вокалисток в жанре метал-музыки, использующих гроулинг в качестве основного стиля исполнения. Наибольшее музыкальное влияние на неё оказали: Джефф Уокер из Carcass, Дэвид Винсент из Morbid Angel, Чак Билли из Testament, Джон Тарди из Obituary, Чак Шульдинер из Death, Дэйв Мастейн из Megadeth и Роб Хэлфорд из Judas Priest.

## Карьера
Госсов присоединилась к Arch Enemy в ноябре 2000 года, после увольнения предыдущего вокалиста Йохана Лиивы. Незадолго до этого Ангела брала интервью у Кристофера Эмотта для немецкого интернет-журнала. Во время интервью Госсов передала Эмотту демозапись, которую она описывает как запись «отвратительного качества» её «живого» выступления в клубе. После ухода Йохана Лиивы участники Arch Enemy пригласили её на прослушивание. Эмотт говорит, что «она вытерла пол остальными претендентами».
В апреле 2008 года Ангела впервые посетила Россию в рамках тура Arch Enemy, 9 октября 2009 года она вместе с группой вновь посетила Москву, дав концерт в ДК Горбунова.
В марте 2014 Ангела покинула сцену, чтобы больше времени проводить со своей семьей и сосредоточиться на других интересах. Тем не менее, Ангела осталась в Arch Enemy в качестве менеджера. Её место на сцене заняла Алиса Уайт-Глаз.

## Дополнительные факты
- Ангела с детских лет является вегетарианкой и ведёт здоровый образ жизни: Я ем только сырые продукты, я строгая вегетарианка. К примеру, летом я иду в лес и собираю много ягод, листьев и ем их прямо там. Это очень здоровый образ жизни, потому что я не готовлю, не варю и не разрушаю витамины и минералы. Я в хорошей форме и никогда не набирала большой вес в своей жизни, я всегда была худой и очень сильной, потому что моя диета абсолютно здоровая[1].
- Является убеждённой атеисткой: Всё это похоже на институт зла, и я думаю, что религия используется только для злоупотребления властью и проведения войн… Да, я упёртая атеистка. Что касается Сатанизма, я считаю, что это перевёрнутое Христианство, молящееся тем же богам — но для меня нет Бога! Я не приемлю подобный авторитет, будь то божественный или сатанинский[1].
- Во время длительных переездов в гастрольных турах Госсов пишет книгу о женщинах в метале.

На метал-сцене больше всего, конечно, женщин-вокалисток. Причём самых разных видов, начиная от „оперных“ и заканчивая гроулингующими, кричащими и визжащими. А меньше всего женщин-драммеров… то есть, вообще практически нет. Очень тяжело найти девушку, которая бы сидела за барабанами в метал-группе… ну и среди гитаристов их немного. Редкая порода, хех…»
- Ангела является модельером и дизайнером одежды для себя и остальных участников Arch Enemy.
- Занимается боксом.
- С 2008 года она является менеджером Arch Enemy и Spiritual Beggars.
- Имеет двоих детей.

## Дискография

### Asmodina
1. Your Hidden Fear (Demo, 1991)
2. The Story of the True Human Personality (Demo, 1994)
3. Promo 1996 (Demo, 1996)
4. Inferno (1997)

### Mistress
1. Promo (Demo, 1998)
2. Worship the Temptress (Demo, 1999)
3. Party in Hell (Demo, 2000)

### Arch Enemy
1. Wages of Sin (2001)
2. Burning Angel (2002, EP)
3. Anthems of Rebellion (2003)
4. Dead Eyes See No Future (2004, EP)
5. Doomsday Machine (2005)
6. Live Apocalypse (2006, 2 DVD)
7. Revolution Begins (2007, EP)
8. Rise of the Tyrant (2007)
9. Tyrants of the Rising Sun (2008)
10. The Root of All Evil (2009)
11. Khaos Legions (2011)

### Как приглашённая вокалистка
1. Kalisia — Cybion (2009)
2. Never — Questions Within (2009)[3]
3. Astarte — Black at Heart (2007)
4. Amaseffer — Slaves for Life (2008)
5. Annihilator — Couple Suicide (2007)
6. Rise — Pentagramnation (2009)
7. Amaranthe — Do Or Die (2020)

## Сайты
- Официальный сайт Ангелы Госсов (англ.)
- Официальный сайт группы Arch Enemy (англ.)
- Интервью Beat magazine
- Darkside.ru — Arch Enemy рассказали о поездке в Россию